# Roberto Gentili
Roberto Gentili, in lingua inglese: Robert Gentilis (Londra, 11 settembre 1590 – Londra, 1655), è stato un traduttore italiano.
Figlio di Alberico Gentili e conosciuto in Inghilterra come Gentilis, iniziò la sua formazione universitaria all'età di otto anni e si laureò a dodici anni. All'età di diciassette anni diventò Fellow, grazie ad una dispensa speciale, presso la All Souls College di Oxford.

## Biografia
Roberto Gentili nacque a Londra l'11 settembre 1590. Figlio di Alberico Gentili e dell'ugonotta Hester de Peigne, venne chiamato Roberto in onore del suo padrino Robert Devereux conte di Essex. Nella sua vita parlò molte lingue insegnate dal padre: la lingua madre, ovvero l'italiano, inglese, latino e greco, utilizzando il suo bilinguismo per tradurre l'Ad demonicum di Isocrate dal greco in latino, italiano, francese e inglese. Divenne membro di Christ Church di Oxford nel 1598, all'età di otto anni, e nel 1603, all'età di dodici anni, si laureò con un Bachelor of Arts presso il Jesus College. Per le sue capacità e l'influenza del padre, William Laud lo nominò Collector dell'Università di Oxford.
Nel 1607, a diciassette anni, fu nominato Fellow dell'All Souls College di Oxford quando l'età minima richiesta per farsi nominare era di diciotto anni. Alberico, suo padre, si batté per lui sostenendo con successo che dovesse essere trattato come se avesse diciotto.
Nonostante nel 1612 ottenne la Bachelor of Civil Law, il suo comportamento cambiò prima della morte di suo padre. Anthony Wood lo descrisse come "trasformato in un inferno" e divenuto "re dei mendicanti per un certo periodo [...] rinunciato alla sordida libertà, se non addirittura alla malvagità". Roberto si trasferì all'estero per venticinque anni, abbandonando la moglie Alice, morta nel 1619 a Londra. Ritornato nella città di nascita, si risposò il 4 gennaio 1638 con Mary, vedova di Richard Simpson, e ottenne lavoro come traduttore professionista ricevendo una pensione reale. Non si sa nulla di lui dopo il 1655, a causa delle sue cattive condizioni di salute descritte nella sua traduzione Coralbo.

## Opere
Quando Roberto ebbe dieci anni, scrisse una dedica di testi in latino per accompagnare le Lectiones Virgilianae (1603) di suo padre e un commento alle Egloghe di Virgilio basandosi sulle nozioni di Alberico. Scrisse ulteriori dediche per i libri di suo padre indirizzate a Giacomo I d'Inghilterra e a tre capi dell'Università di Oxford. Nella sua vita lavorò per Humphrey Moseley e Nicholas Fussell come traduttore, e dopo la sua morte, i due pubblicarono le sue traduzioni. Roberto per loro tradusse:
- History of the Inquisition (1639, da Paolo Sarpi),
- Antipathy between the French and Spanish (1641),
- Annotations upon the Holy Bible (1643, da Giovanni Diodati),
- Chief events in the Monarchy of Spain in the year 1639 (1647, da Virgilio Malvezzi),
- Considerations in the Lives of Alcibiade and Coriolanus (1650, da Virgilio Malvezzi),
- Natural and Experimental History of Winds (1652, da Francesco Bacone),
- Discourse of the Attaining the Science (1654, da anonimo),
- Discourse of Constancy (1654, di Giusto Lipso),
- Coralbo (1655, di Giovanni Francesco Biondi).

Moseley annunciò l'imminente pubblicazione di The Anatomy of profane love, tradotto di Roberto, nell'agosto 1655, ma non fu mai pubblicato.